# SL Creations
株式会社SL Creations（エスエルクリエーションズ、SL Creations Co., Ltd.）は、東京都大田区に本社がある加工食品・冷凍食品、基礎化粧品の開発・宅配・通信販売サービスを手掛ける企業である。2020年3月までの社名は株式会社シュガーレディ本社。

## 概要
1970年（昭和45年）6月4日、佐藤啓次郎が株式会社SL Creations（旧シュガーレディ）の前身、「明治冷凍食品販売株式会社」を創業。
高級アイスクリームと高級冷凍食品を3台の保冷車に積み込み、神奈川県の湘南一帯の高級住宅地を一軒ずつ廻り、勝手口から御用聞きをする訪問販売からのスタート。1972年（昭和46年）には無料お試し試食会による冷凍食品の啓蒙活動開始。7名の女性（マネージャー）を登用し、女性組織の原型ができる。
SL Creationsの特徴としては安全性を追求し利用者が安心して食品を食べられるようにするため、主原料に遺伝子組み換え食品や製造時に合成着色料・保存料などといった化学的合成添加物を使用しないこと、また包装素材にも環境ホルモンに疑いのある物質を使用しないこと。さらに取り扱い食品について自社検査室で製造ロットごとに放射能検査など各種検査を実施していること、衛生管理を徹底した工場で加工・包装し、流通の際は-18℃を維持することにより、腐敗や食中毒の原因となる微生物の活動が抑制されるため、新鮮なままで商品を利用者に届けるようにしている。
近年は冷凍技術を生かした健康補助食品や基礎化粧品などを製造・販売、またキッチンウェア（料理用品など）の販売も行っている。

## 沿革
- 1970年 東京都世田谷区三軒茶屋にて「明治冷凍食品販売株式会社」創業。（後のSL Creations湘南）
- 1971年 神奈川県三浦郡葉山町に移転。第1号シュガーレディ誕生
- 1972年 「シュガーレディシステム」をスタート
- 1974年 「ローヤルゼリー」を発売
- 1975年 「オリジナル冷凍食品」を発売
- 1985年 「バーレーグリーン」を発売
- 1987年 「シュガーレディ」を社名に
- 1988年 初のTV-CM放映
- 1990年 シュガーレディ数、1万名到達
- 1991年 シュガーレディユニセフ基金を開設
- 1992年 厳格な安全基準に基づき飼育・生産したオリジナルミート「シュガーポーク」を発売
- 1994年 無添加基礎化粧品「ピュアレディ」を発売、オリジナルミート「シュガーチキン」を発売
- 1996年「食の安全宣言」を発表
- 1997年 オリジナルミート「シュガービーフ」を発売
- 1998年 「飲むコラーゲン」を発売、「盛付け済おせち」を発売
- 2001年 シュガーレディの月刊情報誌「美味安心倶楽部(BIMIAN)」創刊
- 2005年 シュガーレディ食育プログラム発足
- 2010年 本社を東京都大田区羽田に移転、通信販売事業をスタート
- 2013年 当社初のレトルト商品「具ごろごろビーフカレー」発売
- 2014年 新たなCIを導入
- 2016年 シュガーミートが国際会議のメニューに採用される、「アジアAMR東京閣僚会議」、「G7神戸保健大臣会合」
- 2018年 海外初の拠点「TASTING TABLE Japan Premium」を香港にオープン[2]。
- 2019年 「美しい国から」環境保全・地域復興プロジェクト始動
- 2020年 「SL Creations」へ社名変更

## 拠点
| 拠点名                         | 所在地                                                         |
| ------------------------------ | -------------------------------------------------------------- |
| SL Creations湘南               | 神奈川県厚木市長谷260-21                                       |
| SL Creations千葉               | 千葉県千葉市美浜区中瀬1-3-D-7F                                 |
| SL Creations横浜               | 神奈川県横浜市瀬谷区卸本町2161-7                               |
| SL Creations静岡               | 静岡県静岡市清水区庵原町148-7                                  |
| SL Creations東京               | 東京都板橋区中丸町11-2                                         |
| SL Creations浜松               | 静岡県浜松市東区植松町1475-25                                  |
| SL Creations城東               | 東京都江東区木場6-4-13 タテノビル3Ｆ                           |
| SL Creations東海               | 愛知県名古屋市名東区牧の里2-121                                |
| SL Creations城南               | 東京都大田区羽田4-3-1-2F                                       |
| SL Creations京阪               | 大阪府高槻市城北町1-5-25                                       |
| SL Creations多摩               | 東京都八王子市散田町3-18-17                                    |
| SL Creations関西               | 兵庫県西宮市高畑町1-31                                         |
| SL Creations埼玉               | 埼玉県上尾市浅間台3-3-3                                        |
| SL Creations広島               | 広島県広島市中区舟入中町7-10                                   |
| SL Creations群馬               | 群馬県高崎市中尾町1418-1                                       |
| SL Creations福岡               | 福岡県福岡市中央区大宮2-5-23                                   |
| SL Creations栃木               | 栃木県宇都宮市元今泉4-14-23                                    |
| SL Creations茨城               | 茨城県つくば市上横場2342-1                                     |
| シュガーレディ化粧品           | 東京都港区赤坂1-12-32 アーク森ビル11Ｆ                         |
| 横浜プロセスセンター           | 神奈川県横浜市瀬谷区卸本町2161-7                               |
| SL Creations厚木物流センター   | 神奈川県厚木市長谷260-21                                       |
| SL Creations伊勢原常温センター | 神奈川県伊勢原市歌川2-1-1 横浜冷凍株式会社伊勢原物流センター内 |
| SL Creations上尾物流センター   | 埼玉県上尾市浅間台3-3-3                                        |
| SL Creations小牧物流センター   | 愛知県小牧市入鹿出新田村東157-1 株式会社メイコウサポート内     |
| SL Creations千葉物流センター   | 千葉県千葉市稲毛区長沼原町363-1 厚生水産株式会社内             |
| SL Creations静岡物流センター   | 静岡県静岡市清水区庵原町148-7                                  |
| SL Creations阪神物流センター   | 兵庫県西宮市山口町阪神流通センター1-25                         |